# Лучинданска прокламација
Лучинданска прокламација књаза Николе је прокламација којом је књаз Никола наговијестио увођење уставности. Датирана је на Лучиндан 18 /31. октобра 1905. године.
Њоме су позвани Црногорци да изаберу своје представнике који ће се окупити на Цетињу на Никољдан 6/19. децембра 1905. и усвојити нови начин владавине. 
Књаз у Прокламацији наводи да он хоће да својом добром вољом дарује представницима црногорског народа извјесна права и дужности у управљању земљом, надајући се да ће будуће генерације та права унаприједити, да је његова жеља да у слободној земњи живимо слободним грађанским животом и да се увођење модерних облика државне управе обавља постепено.